# Barnaszárnyú sármány
A barnaszárnyú sármány (Emberiza affinis) a madarak osztályának verébalakúak (Passeriformes) rendjébe és a sármányfélék (Emberizidae) családjába tartozó faj.

## Rendszerezése
A fajt Theodor von Heuglin német utazó és ornitológus írta le 1867-ben. Egyes szervezetek a Fringillaria nembe sorolják Fringillaria affinis néven.

## Alfajai
- Emberiza affinis affinis Heuglin, 1867
- Emberiza affinis nigeriae Bannerman & Bates, 1926
- Emberiza affinis omoensis Neumann, 1905
- Emberiza affinis vulpecula Grote, 1921[1]

## Előfordulása
Afrika középső részén, Benin, Bissau-Guinea, Burkina Faso, Csád, Elefántcsontpart, Dél-Szudán, Etiópia, Gambia, Ghána, Guinea, Kamerun, Kenya, a Kongói Demokratikus Köztársaság, a Közép-afrikai Köztársaság, Mali, Mauritánia, Niger, Nigéria, Szenegál, Szudán, Togo és Uganda területén honos.
Természetes élőhelyei a szubtrópusi és trópusi síkvidéki esőerdők, száraz erdők és cserjések. Állandó, nem vonuló faj.

## Megjelenése
Testhossza 15 centiméter.
|  |

## Természetvédelmi helyzete
Az elterjedési területe rendkívül nagy, egyedszáma pedig stabil. A Természetvédelmi Világszövetség Vörös listáján nem fenyegetett fajként szerepel.